# 本気ボンバー!!
「本気ボンバー!!」（マジボンバー!!）は、Berryz工房の23枚目のシングル。2010年7月14日にアップフロントワークス（PICCOLO TOWNレーベル）から発売された。

## 概要
- 初回限定盤A・Bと通常盤の3形態での発売。初回限定盤A・BはCD＋DVD、通常盤はCDのみ。通常盤の初回仕様には『イナズマイレブン』プレミアムカードが同梱される。また、初回限定盤A・Bと通常盤（初回仕様）にはイベント抽選シリアルナンバーカードが封入されている。
- ジャケットデザインは初回限定盤がいずれもメンバー、通常盤が『イナズマイレブン』のイレブンの写真を使用したものである。
- 表題曲「本気ボンバー!!」は、レベルファイブ(LEVEL5)のニンテンドーDS用ゲーム『イナズマイレブン3 世界への挑戦!! ボンバー』エンディングテーマであり、またテレビ東京系アニメ『イナズマイレブン』エンディングテーマ。
- センターは菅谷梨沙子、嗣永桃子。メインボーカルは菅谷梨沙子、熊井友理奈、夏焼雅、嗣永桃子である。
- カップリング曲「MOON POWER」は、Berryz工房主演舞台「三億円少女」テーマソング。
- カップリング曲「雄叫びボーイ WAO! (スパークVer.)」は、レベルファイブ(LEVEL5)のニンテンドーDS用ゲーム『イナズマイレブン3 世界への挑戦!! スパーク』エンディングテーマ。

## 収録曲
全作詞・作曲：つんく

### 初回限定盤
1. 本気ボンバー!! [3:21]
編曲：板垣祐介
2. MOON POWER [4:14]
編曲：平田祥一郎
3. 本気ボンバー!! (Instrumental) [3:21]

### 初回限定盤A付属DVD
1. 本気ボンバー!! (Dance Shot Ver.)

### 通常盤
1. 本気ボンバー!! [3:21]
2. 雄叫びボーイ WAO! (スパークVer.) [3:27]
編曲：オダクラユウ
3. 本気ボンバー!! (Instrumental) [3:21]

## 参加ミュージシャン
本気ボンバー!!
- プログラミング&ギター&ベース：板垣祐介
- コーラス：CHINO＆つんく

MOON POWER
- プログラミング：平田祥一郎
- コーラス：竹内浩明

雄叫びボーイ WAO! (スパークVer.)
- ギター：オダクラユウ
- ドラム：高尾俊行
- ベース：スティング宮本
- パーカッション：飯田ヒロシ
- シンセサイザー&ハモンドオルガン：山尾正人
- コーラス：つんく

## カバー
本気ボンバー!!
- こぶしファクトリー - アルバム『辛夷其ノ壱』初回生産限定盤B DISC2に収録。
- alom - アルバム『イナズマ爆EDソングス』に収録。